# 저격

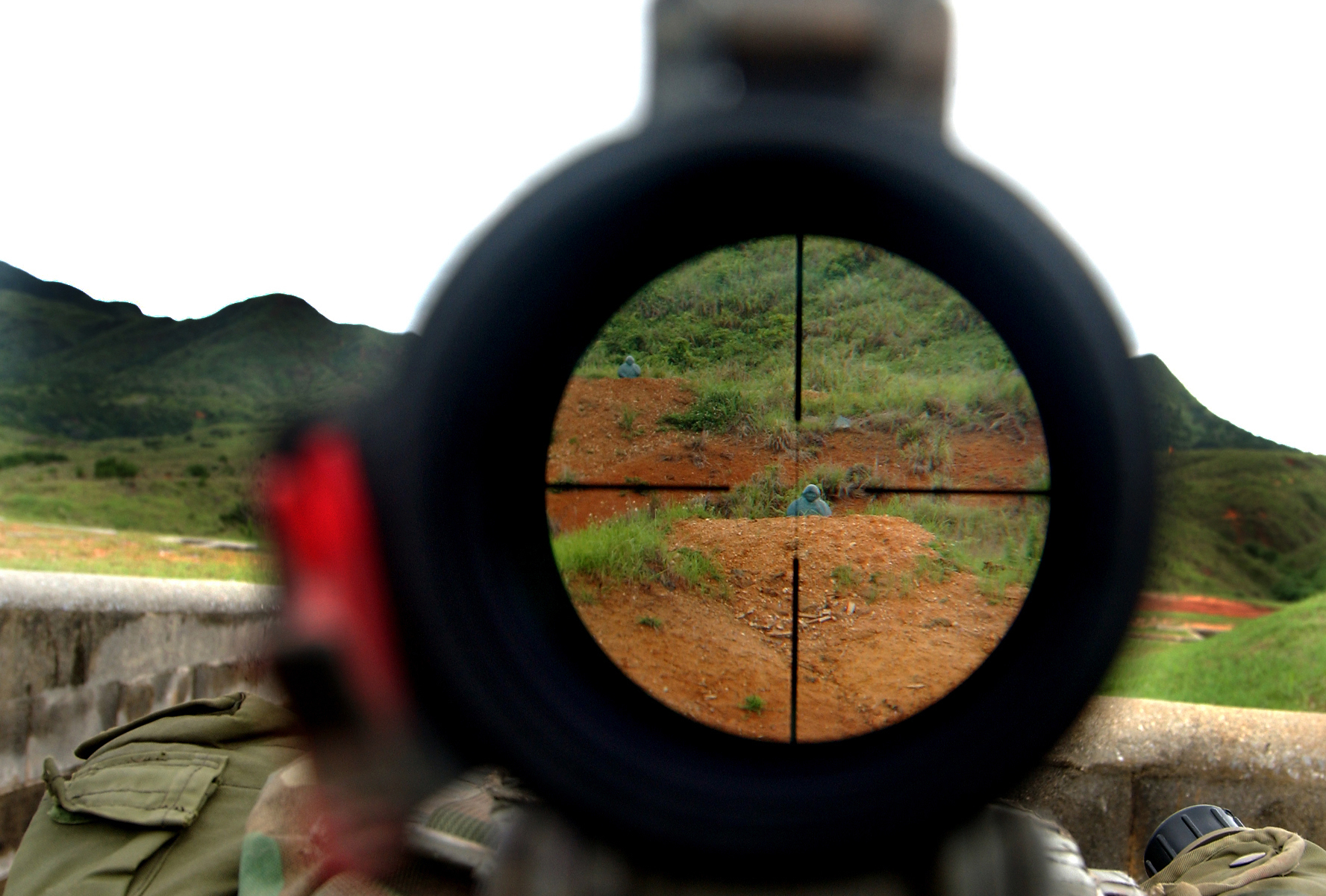
총으로 저격하는 사진

저격(狙擊, snipe)은 원거리에서 노려 공격하는 것을 의미한다. 현대의 군대에서는 정밀 사격을 주요 공격 수단으로 하는 유격 전술을 지칭하기도 한다. 저격수는 일반적으로 전문 훈련을 받고 고정밀 소총과 고배율 광학 장치를 갖추고 있으며 종종 자신의 부대나 지휘 본부에 전술 정보를 제공하는 정찰병/관찰자 역할도 한다.
군 저격수는 장거리 및 고급 사격술 외에도 탐지, 스토킹, 표적 범위 추정 방법, 위장, 추적, 부시크래프트, 현장 공예, 침투, 특수 정찰 및 관찰, 감시 등 다양한 특수 작전 기술을 훈련받는다. 그리고 목표 획득. 저격수가 효과적이려면 신체와 감각을 완벽하게 제어할 수 있어야 한다. 또한 스코프와 모니터의 데이터를 사용하여 매우 멀리 있는 목표물을 타격하기 위해 조준을 조정할 수 있는 기술도 필요하다. 훈련에서 저격수는 현장에 있을 때 마지막 순간에 계산을 할 수 있도록 훈련된 차트를 받는다.

## 개요
저격수 소총 (특히 저격소총)을 사용하여 원거리의 목표를 노려 공격한다. 자동 화기를 이용한 진압과 근접 전투와는 반대 개념이다. 저격을 전문으로 하는 자를 저격수라고 하며 군대와 경찰에 존재한다. 예전에는 소총병 중 사격 기술이 뛰어난 사람을 임명하고 있었지만, 최근에는 전문적으로 양성되고 있다.

## 같이 보기
- 저격수